# Каложное
Каложное (также Каложно, Коложно, Калаявр) — пресноводное озеро ледникового происхождения в Мурманской области России, находится на территории Ковдорского района.
Расположено на юго-западе области, в 5 километрах к северу от села Ёна, северо-западнее озера Кохозеро, находится на высоте на высоте 144,1 метра над уровнем моря. Площадь озера — 33,3 км². Водосборная площадь — 2190 км². Форма озера неправильная, вытянута в северо-западном направлении, имеется множество островов, полуостровов, мысов и проток. Расстояние между наиболее отдаленными береговыми точками составляет около 19,5 км, наибольшая ширина в северо-восточной части — 5,3 км.
На северо-западе впадает река Гремучая, а на юго-востоке — река Кох, соединяющая водоём с Кохозером. Кроме того, протоками Каложное соединено с озёрами Ёрма и Верхнее Чалмозеро (на севере), Нижнее и Верхнее Шонгозеро (на востоке), Крылье (на юге).
Берега низкие, покрыты лесом, местами заболочены. Над восточным берегом возвышается гора Ёрмантундра (344,9 м).